# Citi Zēni
Citi Zēni је летонски поп бенд, који тренутно има шест чланова. Они ће представљати Летонију на Песми Евровизије 2022. са својим синглом „Eat Your Salad“.

## Историја
Група Citi Zēni је основана у марту 2020. у кампу за писање песама у околини Риге.
Године 2021. бенд је објавио свој деби албум Suņi Iziet Ielās.
Године 2022, бенд је објавио своју пријаву за Супернову 2022, издавањем свог новог сингла „Eat Your Salad". Бенд се квалификовао у финале и победио у финалу 12. фебруара 2022. Као резултат тога, представљаће Летонију на Песми Евровизије 2022.

## Чланови бенда
- Јанис Петерсонс – вокал [5]
- Дагњис Розинш – вокал, саксофон [5]
- Реинис Вишкерис – клавијатуре [5]
- Кришјанис Озолс – гитара [5]
- Робертс Меменс – бас, вокал [5]
- Томс Кагаинис – бубњеви [5]

## Дискографија

### Студијски албуми
- Suņi Iziet Ielās (2021)

### Синглови
- "Vienmēr Kavēju" (2020)
- "Parādi Kas Tas Ir" (2020)
- "Suņi Iziet Ielās" (2021)
- "Skaistās Kājas" (2021)
- "Eat Your Salad" (2022)